# آزمایشگاه‌های اورفیلد
آزمایشگاه‌های اورفیلد (به انگلیسی: Orfield Laboratories) یک مرکز تحقیقاتی در زمینه طراحی چندحسی در مینیاپولیس است که خدمات مشاوره در توسعه معماری و طراحی محصول ارائه می‌دهد. این آزمایشگاه در سال ۱۹۷۱ توسط استیون جی. اورفیلد تأسیس شد. داخل ساختمان این مجموعه، یک اتاق بی‌پژواک (anechoic chamber) وجود دارد که یکی از ساکت‌ترین مکان‌های روی زمین است و ۹۹٫۹٪ صدا را جذب می‌کند. این اتاق باعث جلب توجه رسانه‌ها شده و شایعات زیادی دربارهٔ تأثیرات روانی حضور در سکوت مطلق به‌وجود آورده است.

## ساختمان
ساختمان این مرکز در محله سیوارد مینیاپولیس واقع شده و در سال ۱۹۷۰ ساخته شده است. این مکان در ابتدا یک استودیوی ضبط به نام Sound 80 بود که میزبان موزیسین‌هایی مثل باب دیلن و پرینس بود، و آهنگ معروف "شهر رقصان" در سال ۱۹۸۰ هم آنجا ضبط شد. همچنین ارکستر مجلسی سنت پل برای ضبط قطعه "Appalachian Springs" در همین مکان، اولین جایزه گرمی دیجیتال در سبک کلاسیک را دریافت کرد. از سال ۱۹۷۵، استودیو Sound 80 به مشتری آزمایشگاه Orfield تبدیل شد و این شرکت خدمات طراحی در زمینه آکوستیک و نورپردازی به آن ارائه داد. در سال ۱۹۹۰، استیون جی. اورفیلد ساختمان را خرید تا از آن برای تحقیق و تست طراحی استفاده کند. در سال ۱۹۹۴، او یک بخش جدید به ساختمان اضافه کرد تا آزمایشگاه آکوستیک خود را راه‌اندازی کند و اتاق بی‌پژواک را از انبار بیرون آورده و نصب کرد.
این ساختمان، به‌جز دفاتر، هیچ پنجره‌ای ندارد و راهروها و اتاق‌هایی ایزوله با اندازه‌های مختلف در آن قرار دارند.

## اتاق بی‌پژواک
اورفیلد این اتاق را در دهه ۱۹۸۰ خرید، زمانی که شرکت سانبیم تأسیساتش در شیکاگو را تعطیل کرد. او به اعضای تیم فوتبال دانشگاه شیکاگو پول داد تا اتاق را باز کرده و با سه تریلی بار بزنند. او این اتاق را در انباری نگهداری می‌کرد تا اینکه در سال ۱۹۹۴ آن را به ساختمان آزمایشگاه منتقل کرد. او به نیویورک تایمز گفت که طراحان محصول از این اتاق برای بهبود صدای محصولات مصرفی مثل تشک‌های اسلیپ نامبر و ماشین ظرف‌شویی‌های ویرلپولاستفاده کرده‌اند.
این اتاق یک جعبه فولادی دوجداره با شش ضلع است که با فنر درون یک اتاق فولادی پنج‌ضلعی معلق نگه داشته می‌شود. این دو اتاق داخل آزمایشگاه آکوستیک قرار دارند که دیوارهایی با ضخامت ۳۰ سانتی‌متر از بتن دارد. درِ اتاق بی‌پژواک از پانل‌های فولادی با پوشش گوه‌های آکوستیکی از فایبرگلاس ساخته شده و داخل اتاق نیز با همین گوه‌ها پوشیده شده است.
درون این اتاق، افراد صدای جریان خون و عملکردهای داخلی بدن خود را می‌شنوند. نشریه Star Tribune نوشت که بعضی بازدیدکننده‌ها حس کرده‌اند مغزشان «ریست» شده است.

## تبلیغات و بازدید عمومی
اورفیلد به مدت پنج سال، هر جمعه بعد از ظهر تورهایی برای عموم برگزار می‌کرد که با پرداخت ۲۰ دلار کمک به یک خیریه غذا همراه بود. اما پس از اینکه این مکان توجه جهانی جلب کرد، دیگر وقت و منابع کافی برای برگزاری رایگان تورها نداشت. از اوت ۲۰۲۲، هزینه تور حداقل ۲۰۰ دلار به ازای هر نفر و با حداقل مبلغ کل ۴۰۰ دلار تعیین شده است.
در سال ۲۰۲۲، در تیک‌تاک و یوتیوب شایعه شد که برای ماندن طولانی در اتاق جایزه نقدی وجود دارد. در حالی که چنین رقابتی وجود نداشت، اما در سایت شرکت Orfield از «چالش اورفیلد» نام برده شده که افراد می‌توانند با پرداخت ۶۰۰ دلار در ساعت داخل اتاق بی‌پژواک قرار بگیرند.

## ساکت‌ترین مکان روی زمین
آزمایشگاه اورفیلد در سال‌های ۲۰۰۵ و ۲۰۱۳ رکورد جهانی گینس برای «ساکت‌ترین مکان روی زمین» را در اختیار داشت. بعدها مایکروسافت با اتاق بی‌پژواک خود در ردموند، واشینگتن این رکورد را شکست. ولی اورفیلد دوباره در نوامبر ۲۰۲۱ با ثبت سطح صدای منفی ۲۴٫۹ دسی‌بل A این رکورد را بازپس گرفت.